# Cvetana Božilovová
Cvetana Asenova Božilova (svob. Tomova) (bulharsky Цветана Божилова), (19. října 1968 Pazardžik, Bulharsko) je bývalá reprezentantka Bulharska v judu, sambu a sumu.

## Sportovní kariéra
S judem/sambem začínala ve 14 letech v Plovdivu. V Bulharsku se do dnešní doby oba příbuzné zápasnické styly nerozlišují. Jde o zdaleka nejúspěšnější bulharskou judistku všech dob. Ještě v roce 2012 se ve 44 letech pokoušela o kvalifikaci nebo divokou kartu pro start na olympijských hrách v Londýně. Olympijských her se účastnila celkem dvakrát. Jak v roce 2000 tak v roce 2004 vypadla v prvním kole.

## Výsledky

### Váhové kategorie
| Turnaj             | 1987       | 1988       | 1989       | 1990       | 1991       | 1992       | 1993       | 1994       | 1995       | 1996       | 1997       | 1998       | 1999       | 2000       | 2001       | 2002       | 2003       | 2004       | 2005       | 2006       | 2007       | 2008       | 2009       | 2010       | 2011       | 2012       |
| Turnaj             | 19         | 20         | 21         | 22         | 23         | 24         | 25         | 26         | 27         | 28         | 29         | 30         | 31         | 32         | 33         | 34         | 35         | 36         | 37         | 38         | 39         | 40         | 41         | 42         | 43         | 44         |
| Turnaj             | Tomova     | Tomova     | Tomova     | Tomova     | Tomova     | Tomova     | Tomova     | Tomova     | Božilova   | Božilova   | Božilova   | Božilova   | Božilova   | Božilova   | Božilova   | Božilova   | Božilova   | Božilova   | Božilova   | Božilova   | Božilova   | Božilova   | Božilova   | Božilova   | Božilova   | Božilova   |
| Turnaj             | těžká váha | těžká váha | těžká váha | těžká váha | těžká váha | těžká váha | těžká váha | těžká váha | těžká váha | těžká váha | těžká váha | těžká váha | těžká váha | těžká váha | těžká váha | těžká váha | těžká váha | těžká váha | těžká váha | těžká váha | těžká váha | těžká váha | těžká váha | těžká váha | těžká váha | těžká váha |
| ------------------ | ---------- | ---------- | ---------- | ---------- | ---------- | ---------- | ---------- | ---------- | ---------- | ---------- | ---------- | ---------- | ---------- | ---------- | ---------- | ---------- | ---------- | ---------- | ---------- | ---------- | ---------- | ---------- | ---------- | ---------- | ---------- | ---------- |
| Olympijské hry     |            | —          |            |            |            | —          |            |            |            | —          |            |            |            | úč.        |            |            |            | úč.        |            |            |            | —          |            |            |            | —          |
| Mistrovství světa  | —          |            | úč.        |            | úč.        |            | —          |            | úč.        |            | —          |            | 7.         |            | 7.         |            | úč.        |            | úč.        |            | —          |            | —          | —          | —          |            |
| Mistrovství Evropy | 7.         | úč.        | 7.         | 5.         | —          | 7.         | —          | úč.        | 7.         | úč.        | —          | —          | 2.         | 5.         | úč.        | 5.         | úč.        | 3.         | úč.        | úč.        | úč.        | 7.         | —          | —          | —          | úč.        |

### Bez rozdílu vah
| Turnaj             | 1987   | 1988   | 1989   | 1990   | 1991   | 1992   | 1993   | 1994   | 1995     | 1996     | 1997     | 1998     | 1999     | 2000     | 2001     | 2002     | 2003     | 2004     | 2005     | 2006     | 2007     | 2008     | 2009     | 2010     | 2011     | 2012     |
| Turnaj             | 19     | 20     | 21     | 22     | 23     | 24     | 25     | 26     | 27       | 28       | 29       | 30       | 31       | 32       | 33       | 34       | 35       | 36       | 37       | 38       | 39       | 40       | 41       | 42       | 43       | 44       |
| Turnaj             | Tomova | Tomova | Tomova | Tomova | Tomova | Tomova | Tomova | Tomova | Božilova | Božilova | Božilova | Božilova | Božilova | Božilova | Božilova | Božilova | Božilova | Božilova | Božilova | Božilova | Božilova | Božilova | Božilova | Božilova | Božilova | Božilova |
| ------------------ | ------ | ------ | ------ | ------ | ------ | ------ | ------ | ------ | -------- | -------- | -------- | -------- | -------- | -------- | -------- | -------- | -------- | -------- | -------- | -------- | -------- | -------- | -------- | -------- | -------- | -------- |
| Mistrovství světa  | —      |        | úč.    |        | úč.    |        | —      |        | úč.      |          | —        |          | 3.       |          | úč.      |          | úč.      |          | 7.       |          | —        | —        |          | —        | —        |          |
| Mistrovství Evropy | úč.    | 3.     | 7.     | 3.     | —      | úč.    | —      | úč.    | 3.       | 7.       | —        | —        | 7.       | 3.       | úč.      | 7.       | 3.       | —        | —        | —        | —        |          |          |          |          |          |